# Karibow
Karibow ist eine deutsche Progressive-Rock-Band, die wesentliche Elemente des Neo-Prog mit den kompositorischen Merkmalen des Adult Orientated Rock (AOR) verbindet. Karibows Musik ist geprägt durch klare Melodielinien, rhythmisch komplexe Arrangements und epische, bisweilen futuristische Textinhalte. Musikalische Verwandtschaft besteht zu Bands wie Saga, Marillion und Toto. Im Dezember 2014 wurden Karibow mit dem Deutschen Rock & Pop Preis als „Beste Progressive Band“ ausgezeichnet.

## Geschichte

### Gründungsphase (1996–1999)
Karibow wurde im Winter 1996/97 von Multiinstrumentalist Oliver Rüsing (* 8. Februar 1969) als ursprünglich sechsköpfiges Bandprojekt gegründet. Die frühen Kompositionen waren geprägt von unterschiedlichen musikalischen Einflüssen, die sich jedoch aufgrund der offenen Grundhaltung aller beteiligten Musiker zu einem eigenen, variationsreichen Stil verbanden. 

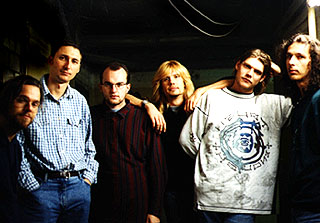
Karibow im Jahr 1997

 Die Band tendierte zunächst zum Hard Rock, doch ließ sich bereits in den Anfangsjahren eine Entwicklung hin zu rhythmisch experimentellen Grooves und Hookline-lastigen Kompositionen erkennen. Darüber hinaus integrierte die Band verschiedene elektronische Instrumente wie z. B. Sequencer. Musikalisch verantwortlich war im Wesentlichen Oliver Rüsing, der seinerseits bereits in den 1990er Jahren als Live- und Studiomusiker in Europa und Nordamerika mit Bands wie Last Turion, Counterparts, Chinook, Maquis oder den kanadischen Swell Guys gearbeitet hatte. Die ersten Karibow Produktionen erschienen aus diesem Grund noch unter Pseudonymen, die von Rüsing zuvor bereits im Rahmen von Soloprojekten verwendet worden waren. Der Name Karibow tauchte 1998 erstmals auf dem Album Supernatural Foe Vocalized auf. Trotz erfolgreicher gemeinsamer Bandarbeit entwickelte sich innerhalb des Projekts mit der Zeit ein kreativer Kern, der aus Oliver Rüsing und Berthold Fehmer bestand, da sich die meisten Gründungsmitglieder über Karibow hinaus auch in anderen musikalischen Bereichen engagierten.

### „Tribal Avenue“ (1999–2003)
Aufgrund der offenen Projektstruktur waren Karibow im Jahr 1999 mit Rüsing und Fehmer zu einem musikalischen Zweimannprojekt geworden. Das verbliebene Duo wandte sich nun schwerpunktmäßig der Studioarbeit zu und war in diverse Audioproduktionen eingebunden. Mit dem neo-progressiven Konzeptalbum Three Times Deeper endete im selben Jahr Karibows erste Entwicklungsphase, da sich die Band zu Beginn des neuen Jahrtausends stärker am klassischen Melodic Rock zu orientieren begann. Tribe (2000) und Tribal Avenue (2001) fielen demnach deutlich weniger experimentell aus als die ersten Produktionen der Band und sind in Teilen dem Mainstream zuzurechnen.
Keyboarder und Pianist Berthold Fehmer widmete sich in den nachfolgenden Jahren der Arbeit mit der Dorstener Progressive-Rock-Band Junk Farm, die er 2001 gemeinsam mit dem Gitarristen Benjamin Schippritt gegründet hatte.

### „Ayganyan Project I“ (2003–2007)
Karibow arbeiteten ab 2003 an der Musik für das Kunstprojekt "The Ayganyan Project I". Der digitale Experimentalfilm erforderte ein monumentales Klanggewand, das die Band mit der zweiten Edition des "Ayganyan Project I" Soundtracks im Jahr 2007 fertig stellte. Mit diesem Soundtrack schloss sich für Karibow der Kreis zur eigenen, von elektronischen Einflüssen geprägten Vergangenheit, denn während der 59 Minuten des Albums ist kein akustisches Instrument zu hören.
2005 erschien mit dem Titel Besser Karibows bislang einziges muttersprachliches Musikstück im Maxi-CD Format. Besser wurde später erneut als englischsprachige Variante Better auf dem Album A History of Inorganic Talk veröffentlicht.

### „Inorganic Talk“ (2007–2011)

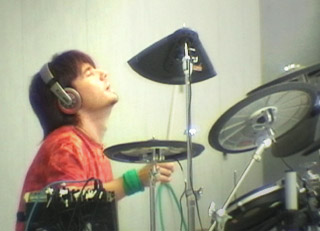
Oliver Rüsing live am Yamaha DTXtreme IIS im Jahr 2006

Die Einflüsse des Progressive Rock kehrten zwischen 2006 und 2008 mit dem Konzeptalbum A History of Inorganic Talk in Karibows Musik zurück. Kurz darauf folgten mit Inorganic Talk (Acoustic) und Hollow Be My World II zwei EPs, die akustische Versionen zweier auf dem vorangegangenen Album veröffentlichter Lieder enthielten. Darüber hinaus befand sich auf beiden Mini-Alben wieder stilistisch übergreifendes, komplexeres Studiomaterial.
Live waren Karibow seit der Jahrtausendwende nur sporadisch und zumeist unplugged zu sehen gewesen. Oliver Rüsing hatte zudem damit begonnen, parallel zur Studioarbeit elektronische Kompositionen solo aufzuführen. Bei Auftritten spielten dabei ein stark erweitertes Elektronisches Schlagzeug sowie digitales Sampling eine wesentliche Rolle.

### Vom Studio- zum Liveprojekt (2011–2020)
Im Anschluss an die Veröffentlichung des Albums Man of Rust und den Erhalt des ersten Deutschen Rock & Pop Preises Ende 2011 entschied sich Rüsing, dem Projekt fünfzehn Jahre nach der Gründung seinen ursprünglichen Bandcharakter zurückzugeben. In der Folge entwickelte sich Karibow bis 2014 vom Studio- zum Liveprojekt, das zunächst aus einer wechselnden Besetzung bestand, bis sich die Band schließlich mit Markus Bergen (Keyboard), Gerald Nahrgang (Schlagzeug), Oliver Rüsing (Gesang, Gitarre), Christopher Thomas (Gitarre, Gesang) und Thomas Wischt (Bass) als feste Formation etabliert hatte. Im November 2014 veröffentlichten Karibow das Studioalbum Addicted, bei dessen Produktion Rüsing im Rahmen des Masterings mit Eroc zusammenarbeitete. Im Juli 2016 verstarb Keyboarder Markus Bergen plötzlich und unerwartet, bevor im Oktober 2016 auch Gitarrist Christopher Thomas die Band verließ. Er wurde bis zum Herbst 2017 durch Jörg Eschrig ersetzt, der bereits an den Aufnahmen zum Holophinium Album beteiligt gewesen war. Live wurde die vierköpfige Formation durch Marek Arnold (Seven Steps to the Green Door/Toxic Smile) an Keyboard und Saxophon verstärkt. Im Jahr 2018 entstand neben den Studioalben The Unchosen und MOnuMENTO auch das Seitenprojekt Karibow Acoustic, innerhalb dessen Rüsing gemeinsam mit Gitarrist Martin Schroer, Gerald Nahrgang und weiteren Bandmitgliedern akustisch arrangierte Versionen diverser Karibow Songs aus zwanzig Jahren Bandgeschichte live neu interpretiert. Seit Frühjahr 2019 sind Karibow live mit Oliver Rüsing, Gerald Nahrgang am Schlagzeug, Guido Seifert an den Keyboards, Felix Jäger am Bass und Philipp Dauenhauer an der Gitarre personell wieder komplett. Die MOnuMENTour, die mit dem Releasekonzert des Albums Supernatural Foe Rebirth Ende Juni 2019 im niederländischen Nieuwerkerk begann, führte die Band in der Folge durch Großbritannien und nach Nordamerika, wo die Tour im Oktober 2019 in Chicago ihren Abschluss fand. Sowohl dem akustischen Ansatz als auch der Tournee wird durch das am 15. April 2020 erschienene Doppelalbum Essence Rechnung getragen, das aus einer Akustik CD (Essentially Acoustic) und einem während der MOnuMENTour aufgenommenen Livealbum (Essentially Live) besteht, auf dem auch Hayley Griffiths zu hören ist, die bereits 2018 als Gastsängerin an der Studioproduktion MOnuMENTO beteiligt war. Mit einer Laufzeit von knapp 140 Minuten ist Essence das bislang umfassendste Karibow Album.

### Kooperationen mit der internationalen Progressive-Rock-Szene (seit 2016)

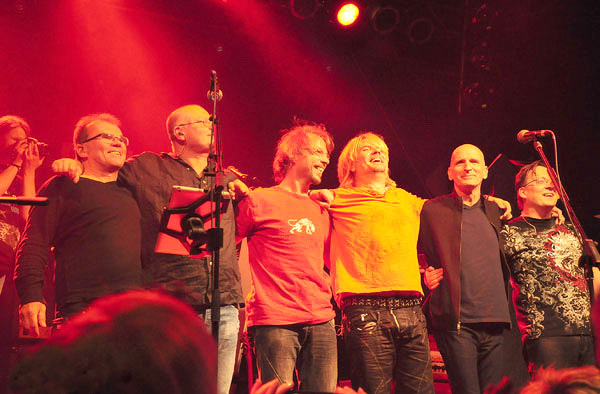
Karibow live mit Michael Sadler 2016

An dem am 4. April 2016 bei Progressive Promotion Records erschienenen Karibow Doppelalbum Holophinium waren unter anderem Saga Sänger Michael Sadler und der australische Keyboarder Sean Timms (Unitopia/Southern Empire) beteiligt. Im darauf folgenden Monat gingen Karibow gemeinsam mit Saga auf Deutschlandtournee und präsentierten einen Teil ihres Programms gemeinsam mit Michael Sadler. Auf der 2017er Produktion From Here to the Impossible waren neben Rüsing und seinen Mitmusikern auch Saga Keyboarder Jim Gilmour, der australische Sänger Mark Trueack (Unitopia/United Progressive Fraternity), Saxophonist und Keyboarder Marek Arnold sowie Sean Timms und Daniel Lopresto (beide Southern Empire) zu hören. Darüber hinaus war mit der katalanisch-niederländischen Sängerin Monique van der Kolk (Harvest) zum ersten Mal seit der Bandgründung auch eine weibliche Künstlerin an einem Karibow Album beteiligt. 2018 setzte sich die Reihe der internationalen Gäste auf der Produktion MOnuMENTO mit den Sängerinnen Hayley Griffiths, Nik Koray und Simone Stiers fort. Darüber hinaus lieferten Mystery Kopf Michel St-Père, Keyboarder John Young (Lifesigns/Bonnie Tyler), Antony Kalugin (Karfagen/Sunchild) und der schottische Sänger Joe Cairney (Comedy of Errors) neben weiteren Künstlern musikalische Beiträge zu dem am 15. November 2018 veröffentlichten Doppelalbum.

## Name

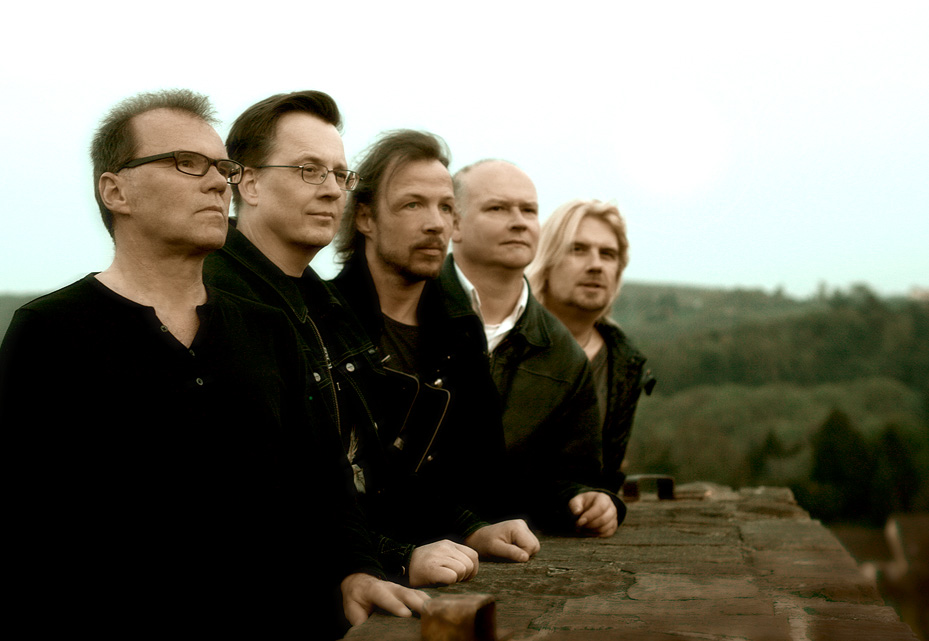
Karibow 2015

Der Name Karibow leitet sich aus dem ostafrikanischen Kisuaheli/Swahili ab, in dem der Begriff „Karibu“ als Willkommensgruß Verwendung findet. Um eine klangliche Verwechslung mit dem gleichnamigen Rentier zu vermeiden, gestaltete Oliver Rüsing den Begriff „Karibu“ 1996 aufgrund seiner Vorliebe, in Rollenspielen die Figur des Bogen tragenden Waldläufers („carrying a bow“) zu übernehmen, zum Kunstwort „Karibow“ um.

## Arbeitsweise
Zum Teil werden Karibow noch immer als Einmann-Projekt und erst in zweiter Linie als Band beschrieben. Der Grund dafür liegt darin, dass die Band von Oliver Rüsing produziert wird, der zudem auch für alle Kompositionen und Studioarrangements verantwortlich zeichnet. Zuständig für die Livearrangements sind jedoch alle Bandmitglieder gleichermaßen. Karibow beschrieben diese Vorgehensweise in der Vergangenheit wiederholt als effizient und produktiv. Im April 2015 verwies Rüsing in einem Interview mit dem amerikanischen Onlinemagazin Music Web Express allerdings auf eine deutlich stärkere Beteiligung seiner Bandkollegen und weiterer internationaler Gastmusiker an kommenden Produktionen, wobei er die grundsätzliche Trennung zwischen Studio- und Liveprojekt in neueren Interviews jedoch nicht in Frage stellt.

## Auszeichnungen

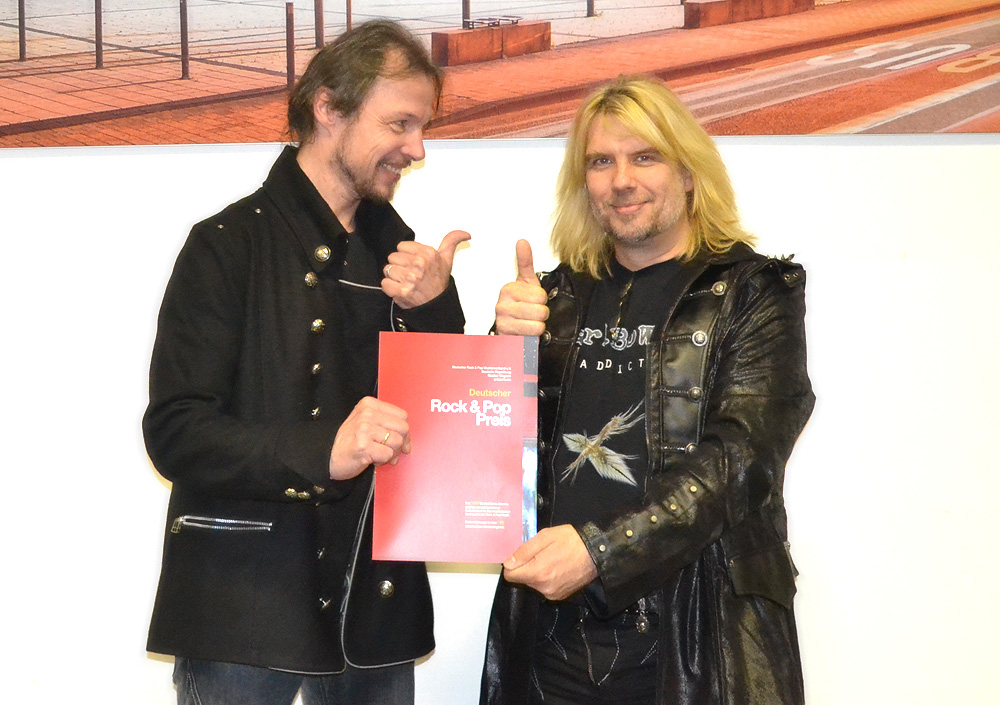
Karibow mit dem Deutschen Rock & Pop Preis 2014

Karibow erhielten 2011 den Deutschen Rock & Pop Preis des DRMV (Deutscher Rock & Pop Musikerverband) für Man of Rust in der Kategorie „Bestes Arrangement“. Die Preisverleihung fand am 17. Dezember des Jahres in den Wiesbadener Rhein-Main-Hallen statt.
Drei Jahre später, einen Monat nach Erscheinen ihres Albums Addicted am 16. November 2014, wurde die Band in Siegen erneut mit dem Deutschen Rock & Pop Preis ausgezeichnet, diesmal in der Kategorie „Beste Progressive Band“. Als Antwort auf Pressespekulationen über Karibows Bandcharakter nahmen Oliver Rüsing und Schlagzeuger Gerald Nahrgang die Auszeichnung am 13. Dezember des Jahres in der Siegerlandhalle gemeinsam entgegen.
Im September 2017 zeichnete die in Los Angeles ansässige Akademia Karibow mit dem „Best Rock Song“ Award für den Titel Inside You aus.

## Diskografie

### Karibow
- 1998: Supernatural Foe Vocalized (Album)
- 1999: Three Times Deeper (EP)
- 2000: Tribe (Album)
- 2001: Tribal Avenue (Album)
- 2005: Besser (EP)
- 2006: Echoes from the Evil Past (The Best of 1997-2005 Remastered) (Kompilation)
- 2007: The Ayganyan Project I - Land of Frozen Thoughts (Original Soundtrack)
- 2007: A History of Inorganic Talk (Album)
- 2008: Inorganic Talk (Acoustic) (EP)
- 2009: Hollow Be My World II (EP)
- 2011: Man of Rust (Album)
- 2014: Addicted (Album)
- 2016: Holophinium (Doppelalbum)
- 2016: Man of Rust Special Reissue (Album)
- 2017: From Here to the Impossible (Album)
- 2018: The Unchosen (Album)
- 2018: MOnuMENTO (Doppelalbum)
- 2019: Supernatural Foe Rebirth (Album)
- 2020: Essence (Doppelalbum)
- 2020: Three Times Deeper (Special Reissue) (Album)
- 2021: Age of Amber (Doppelalbum)
- 2022: A Tribal Treat (Doppelalbum)
- 2023: Holophinium Xtended (Doppelalbum)
- 2025: PanTerrania (Doppelalbum)

### Green Water Project
- 1997: Shush (Album)

### O.M.R.Works
- 1997: The Midi Years (Album)
- 1997: The Echo Sessions (Album)

### Frühwerke (O.M.R.Works / Oliver Rüsing)
- 1990: Refuge In Trance
- 1989: Waterfront